# Asperula botschantzevii
Asperula botschantzevii är en måreväxtart som beskrevs av M.G. Pachomova. Asperula botschantzevii ingår i släktet färgmåror, och familjen måreväxter. Inga underarter finns listade i Catalogue of Life.